# 広沢 (浜松市)
広沢（ひろさわ）は浜松市中央区にある町名。現行行政地名は広沢一丁目から広沢三丁目。住居表示実施済み。

## 地理
浜松市中央区のうち旧中区の中南部に位置する。北で布橋、東で鹿谷町、南東で高町・三組町、南で鴨江、西で蜆塚、北西で富塚町と接する。
広沢一丁目には、静岡大学工学部の前身、浜松高等工業専門学校が置かれていた。その跡地は現在、浜松市西部協働センターとなっており、高柳健次郎を記念するテレビ発祥の碑が建立されている。また、広沢二丁目の西来院には、徳川家康の正室であった築山御前の廟が祀られているほか、広沢三丁目には三方原台地の南端の樹枝状の地形をしており、坂が多い。この地で現在も営業している老舗観賞魚販売店の「沢の金魚屋」の名前にその古名を知ることができる。
広沢一丁目には、静岡県立浜松北高等学校と浜松市立高等学校の2校、その南側の日枝神社の境内に広沢公民館が所在し、その脇に浜松まつりの御殿屋台小屋が建設されている。旗印はひらがなの「ひ」を図案化したものである。広沢二丁目には広沢、鹿谷町（旧亀山地区）、高町、蜆塚、富塚（向平地区）を学区とする浜松市立広沢小学校が設置されている。昭和50年代までは木造校舎の壁面に第2次世界大戦の着弾痕が数箇所残されていたが現在は取り壊されている。学校の西側にかつて竹林が存在したが、現在は住宅地に変貌を遂げている。特に広沢二丁目南部には大きな区画の家が立ち並んでいる。広沢三丁目には曹洞宗の寺院・浄土寺が建立されている。境内には、釈迦の誕生を記した石碑が数碑建立されている。

## 歴史
もともとは、富塚村の一部であり、大字沢であった。浜松市に編入後に広沢町となり、1968年（昭和43年）に住居表示化が行われた。2007年（平成19年）4月1日に浜松市が政令指定都市に移行し、広沢は中区の一部となった。2024年1月1日、区再編により中区は全域が中央区となった。

### 地名の由来
町名の由来は、広沢一丁目南部に所在する曹洞宗寺院「広沢山　普済寺（こうたくさん　ふさいじ）」から取ったと云われている。

## 世帯数と人口
2018年（平成30年）12月1日現在の世帯数と人口は以下の通りである。
| 丁目       | 世帯数    | 人口    |
| ---------- | --------- | ------- |
| 広沢一丁目 | 413世帯   | 1,010人 |
| 広沢二丁目 | 906世帯   | 2,235人 |
| 広沢三丁目 | 495世帯   | 1,153人 |
| 計         | 1,814世帯 | 4,398人 |

## 小・中学校の学区
市立小・中学校に通う場合、学区は以下の通りとなる。
| 丁目       | 番・番地等 | 小学校             | 中学校             |
| ---------- | ---------- | ------------------ | ------------------ |
| 広沢一丁目 | 全域       | 浜松市立広沢小学校 | 浜松市立蜆塚中学校 |
| 広沢二丁目 | 全域       | 浜松市立広沢小学校 | 浜松市立蜆塚中学校 |
| 広沢三丁目 | 全域       | 浜松市立広沢小学校 | 浜松市立蜆塚中学校 |

## 交通
広沢への交通はかつては、遠鉄バス（旧浜松市営バス）の「西じゅんかん」が存在したが、2004年（平成16年）3月31日限りで廃止された。また、西じゅんかんには広沢一丁目バス停付近「西部公民館前」に鋭角の三叉路があり、運転上の難所であった。かつてはバス車内と三叉路の合流点に送受信機を設置して、バスのすれ違いを避ける工夫がなされていた。現在は道路拡張で往来はスムーズになった。
- 遠鉄バス
  - 0遠州浜蜆塚線：（浜松駅 方面 - ）秋葉坂下（ - 佐鳴台団地 方面）
  - 8鶴見富塚じゅんかん、8・8-22大平台線、8・8-33伊佐見線：（浜松駅 方面 - ）市立高校 - 広沢一丁目 - 広沢小学校 - 浜松病院（ - 富塚／大平台／伊佐見・山崎 方面）

遠州鉄道奥山線の広沢駅は、普済寺の北側に設置されていたが1964年（昭和39年）10月31日限りで廃線となった。

## 作品
- 苺ましまろ

## 施設
- 浜松市立高等学校
- 静岡県立浜松北高等学校
- 浜松市立広沢小学校
- 普済寺幼稚園
- 浜松調理菓子専門学校
- 西部協働センター（旧浜松市西部公民館）
- 浜松病院
- 普済寺
- 西来院
- 浄土寺
- 日枝神社
- 北山稲荷

## その他

### 日本郵便
- 郵便番号 : 432-8013[3]（集配局：浜松西郵便局[7]）。

### 警察
町内の警察の管轄区域は以下の通りである。
| 番・番地等 | 警察署         | 交番・駐在所     |
| ---------- | -------------- | ---------------- |
| 全域       | 浜松中央警察署 | 浜松城公園前交番 |